# ФК Тре Фјори
ФК Тре Фјори (итал. Società Polisportiva Tre Fiori је фудбалски клуб из Фјорентина у Сан Марину који се такмичи у Првенству Сан Марина. Играју на стадиону Фјорентино, који је капацитета 700 места.
Клуб је основан 1949.. Боје клуба су жута и плава.

## Успеси клуба
- Првенство Сан Марина

Првак (8) : 1987/88, 1992/93, 1993/94, 1994/95, 2008/09, 2009/10, 2010/11, 2019/20.
- Куп Сан Марина

Освајач (8) : 1966, 1971, 1974, 1975, 1985, 2009/10, 2018/19, 2021/22.
- Трофеј федерације Сан Марина

Освајач (4) : 1991, 1993, 2010, 2011.
- Суперкуп Сан Марина

Освајач (2) : 2019, 2022.
Освајањем првог места у сезони 2008/09. клуб је обезбедио учешће у првом колу квалификација за Лигу шампиона 2009/10.. То је био деби на једном од европских такмичења. Исти успех екипа је поновила је у сезони 2009/10.

## Тре Фјори у европским такмичењима
| Сезона   | Такмичење              | Коло        | Клуб         | Дом. | Гост        | Укупно         |     |     |     |
| -------- | ---------------------- | ----------- | ------------ | ---- | ----------- | -------------- | --- | --- | --- |
| 2009/10. | УЕФА Лига шампиона     | 1. коло кв. | Сант Ђулија  | 1:1  | 1:1 (прод.) | 2:2 (4:5 пен.) |     |     |     |
| 2010/11. | УЕФА Лига шампиона     | 1. коло кв. | Рудар Пљевља | 0:3  | 1:4         | 1:7            |     |     |     |
| 2011/12. | УЕФА Лига шампиона     | 1. коло кв. | Валета       | 0:3  | 1:2         | 1:5            |     |     |     |
| 2018/19. | УЕФА Лига Европе       | пр. рунда   | Бала таун    | 3:0  | 0:1         | 3:1            |     |     |     |
| 2018/19. | УЕФА Лига Европе       | 1. коло кв. | Рудар Велење | 0:3  | 0:7         | 0:10           |     |     |     |
| 2019/20. | УЕФА Лига Европе       | пр. рунда   | Клаксвик     | 0:4  | 1:5         | 1:9            |     |     |     |
| 2020/21. | УЕФА Лига шампиона     | пр. рунда   | Линфилд      | 0:2  | 0:2         | 0:2            |     |     |     |
| 2020/21. | УЕФА Лига Европе       | 2. коло кв. | Рига         | 0:1  | 0:1         | 0:1            |     |     |     |
| 2022/23. | УЕФА Лига конференције | 1. коло кв. | Фола Еш      | 3:1  | 1:0         | 4:1            |     |     |     |
| 2022/23. | УЕФА Лига конференције | 2. коло кв. | Торсхавн     | 0:0  | 0:1         | 0:1            | 0:1 | 0:1 | 0:1 |

## Познати играчи
- Матео Андреини
- Ђакомо Бенедетини
- Ђанлука Болини
- Лука Бонифаци
- Федерико Крешентини
- Мануел Марани
- Иван Матеони
- Алан Токачели
- Андреа Уголини
- Федерико Валентини
- Сосио Арута

## Занимљивости
- Иако је само две утакмице одиграо у европским такмичењима, Тре Фиори, је дао 2 гола, што је рекорд за клубове Сан Марина. Ни један клуб из Сан Марина за једну сезону није дао више од једног гола.
- Са просеком од 30 година и 3 месеца старости играча, Тре Фиори, је био други најстарији тим у евро такмичењима у сезони 2009/10, одмах после Милана који је имао просек 30 година и 7 месеци.
- Са примљених 14 голова у 20 утакмица домаћег првенства Тре Фиори, има најбољу одбрану у првенству Сан марина.
- У сезони 2009/10 Сосио Арута је био први стрелац тима са 14 голова на 13 утакмица у првенству Сан марина. Са 39 година, он је био један од најстаријих првих стрелаца европских тимова.